# Michael Holt (personaggio)
Michael Curtis Holt è un personaggio dei fumetti DC Comics. È il secondo personaggio ad indossare il costume di Mister Terrific, dopo Terry Sloane.

## Biografia del personaggio
In gioventù, Curtis Micheal Holt mostrò una notevole intelligenza, leggendo ed assimilando i lavori di Bohr, Einstein, Planck e Feynman, il pantheon delle teorie fisiche, all'età di sei anni. Studiò scienze avanzate, lo spazio, ed il tempo "mentre gli altri bambini faticavano dietro a Sesame Street". Curtis Micheal crebbe con il fratello più grande, Jeffrey, che Curtis adorava. Quando Jeffrey morì all'età di quindici anni, Curtis ne restò devastato.
Curtis mostrò "una naturale attitudine per avere naturali attitudini", come le chiamava lui, ottenendo facilmente abilità complesse che altri uomini impiegavano tutta la vita per perfezionare. Prima di iniziare la sua carriera come supereroe, possedeva 14 lauree in Filosofia (due in Ingegneria e Fisica - inclusi dottorati e masters in Legge, Psicologia, Chimica, Scienze politiche e Matematica), e riuscì a divenire un multimilionario inventando un'alta tecnologia che lui chiamò Cyberwear (successivamente venduta alla Waynetech) e fu medaglia d'oro nel decathlon olimpico.
La morte accidentale di sua moglie e del figlio non ancora nato fu un momento devastante della sua vita, e mentre lo portò a pensare al suicidio, incontrò lo Spettro, che gli raccontò di Terry Sloane, il supereroe della Golden Age noto come Mister Terrific. Ispirato dalla breve storia della vita di Sloane, prese il nome di Mister Terrific e si unì alla formazione attuale della Justice Society of America, arrivando a coprirne la carica di presidente.
Cominciò indossando vestiti ordinari ed una giacca di pelle con l'emblema di Sloane "Fair Play" sulla schiena. Dopodiché indossò una maschera a forma di "T" sul volto composto di nanoidi elettronici, e un costume bianco e nero, con un'orlatura rossa ed una giacca senza collo dello stesso colore (la sezione nera della tunica e la giacca formavano una "T"), con "Fair Play" scritto sulle maniche e "Terrific" scritto sulle spalle.
Per qualche tempo fu portavoce per Tylerco e consultò la compagnia di spionaggio industriale e affari di sicurezza in cambio dei fondi necessari per aiutare il centro giovanile fondato da Terry Sloane.
Curtis fu il membro più intelligente della storia della JSA, sorpassando addirittura il suo predecessore. Venne descritto come il terzo uomo più intelligente della Terra dopo Bruce Wayne e Lex Luthor.

### Presidenza nella Justice Society of America
Durante un conflitto a proposito del comando della Justice Society tra l'ex-presidente Hawkman e il presidente corrente Sand, Terrific fu eletto come nuovo presidente dai suoi compagni, nonostante non sia sempre presente nel suo ufficio. Ricoprì questa carica finché il gruppo non si sciolse dopo gli eventi di Crisi Infinite.
Mister Terrific rimase comunque un membro della nuova JSA. Riprese la sua carica dall'ultima incarnazione del gruppo, ma le sue responsabilità di comando in Checkmate lo portarono a declinare l'offerta e a passare l'incarico a Supergirl.

### Crisi infinita
Mister Terrific fu membro di un gruppo riunito da Batman per fermare il satellite Brother Eye responsabile del controllo sugli OMACs. Giocò un ruolo di fondamentale importanza, grazie alla sua invisibilità alla moderna tecnologia, infatti, riuscì ad ottenere informazioni sul sistema di propulsione del satellite, facendolo schiantare sulla Terra. In questa missione incontrò e fece amicizia con un altro supereroe afroamericano, Black Lightning.

### Un anno dopo
Nell'arco narrativo Un anno dopo, sebbene Holt fosse sempre un membro della Justice Society, fu anche parte dell'agenzia dell'Intelligence del Consiglio di Sicurezza delle Nazioni Unite Checkmate. Inizialmente ebbe la posizione di Alfiere del Re Bianco, ma quando il precedente Re Bianco (Alan Scott) fu costretto a dare le dimissioni, divenne lui il nuovo Re Bianco di Checkmate, complicando la sua relazione con Sasha Bordeaux, Regina Nera di Checkmate. Abbandonò anche la sua posizione di presidente, che fu presa da Power Girl. Mister Terrific fu anche mentore di Jason Rusch durante un anno mancante. Le specifiche del loro incontro rimangono comunque, tuttora da documentare.

### Crisi finale
Durante Crisi finale, la guerra tra il potente Darkseid e il mondo umano, Mister Terrific II, insieme a Cheetah e Snapper Car, fu lasciato tra le rovine del quartier generale di Checkmate, incapace di superare il lavaggio del cervello metaumano, e preoccupandosi di Sasha, che preferì utilizzare le programmazioni OMAC per spegnere le sue funzioni corporali piuttosto che divenire preda dell'Equazione Anti-Vita. Costringendo Sasha a svegliarsi, in questo modo condannandola, Michael Holt fu costretto ad attivare la nuova popolazione OMAC, programmata per obbedire ai suoi ordini piuttosto che a Brother Eye, e proteggere i pochi umani rimasti contro i nuovi Justifiers.

## Poteri e abilità
- Holt fu descritto come in possesso di un'"attitudine naturale per naturali attitudini", ottenendo velocemente abilità complicate, come eseguire un intervento chirurgico sul suo compagno di squadra Alan Scott, dopo aver letto le procedure in un libro di medicina e successivamente diventando l'assistente di Dottor Mid-Nite. Michael lo spiegò con la frase "Ognuno ha dei talenti...il mio è imparare".
- Holt si descrisse come il terzo uomo più intelligente del mondo.
- È aiutato dalle sue Sfere-Tm sfere robotiche fluttuanti con funzioni multiple, proiezioni olografiche, proiezioni di griglie laser, registrazione, comunicazione, collegamenti e manipolazione con gli altri dispositivi elettronici, dai satelliti ai lucchetti elettronici. Permettono a Mister Terrific di volare annullando il suo peso, e possono essere utilizzate come armi, sia esplodendo con abbastanza forza da respingere Capitan Marvel, sia generando potenti cariche elettriche, sia colpire come proiettili volanti. Rispondono al comando mentale e vocale.
- È invisibile a tutte le forme di individuazione elettronica. Nonostante una risposta alla domanda di Black Lightning in Crisi infinita a cui rispose, «Ho un superpotere: sono invisibile alla tecnologia», questa poteva essere una semplificazione. In tutti gli altri esempi, questa abilità è legata al tessuto nanotecnologico nella sua "Maschera-T" e nel suo costume. Mister Terrific è l'unico supereroe che la tecnologia della OMAC non poteva identificare. L'unica eccezione alla sua invisibilità, tuttavia, è che Red Tornado, per ragioni ancora sconosciute, è in grado di vederlo, nonostante sia un androide. Lo status di Red Tornado come elementale dell'aria può spiegare la sua abilità di vedere Mister Terrific. La sua maschera lo protegge anche dai composti chimici e con essa può comandare mentalmente le Sfere-T individuando i movimenti appena percettibili del suo volto. La maschera lavora in congiunzione con i paraorecchie per agire come sistema di comunicazione.
- Attraverso la sua maschera, può cambiare i suoi abiti con il costume e viceversa.
- È abile nelle arti marziali e nel combattimento corpo a corpo
- È medaglia d'oro nel decathlon olimpionico.
- Holt è anche un polimatematico che si specializzò in molteplici campi della medicina, dell'ingegneria, e della scienza. Possiede quattordici lauree (due di cui in ingegneria e fisica).
- Insieme ai suoi compagni e amici Dottor Mid-Nite e Batman, Mister Terrific è uno dei tre supereroi principali con conoscenze mediche nell'Universo DC. Sebbene non si sappia se sia un medico, partecipò all'autopsia di Sue Dibny in Identity Crisis.
- La Maschera di Holt doppia l'emittente encefalico, ottenendo le onde del pensiero, permettendogli di comunicare con le sue Sfere-T e anche proiettare un ologramma parlante di sé stesso, anche se ferito o debole debole per parlare. La maschera può anche formare e trasmettere immagini su frequenze di luce a banda larga o stretta visibili dal suo compagno ed amico Dottor Mid-Nite.
- Holt sa parlare diverse lingue, sebbene la quantità esatta è ancora sconosciuta. Lo si è visto parlare la lingua di Kahndaq e Bialya. Data la propensione di Holt ad imparare, sembra che parli anche molte altre lingue.

## Credo religioso
Mentre era tenuto prigioniero da Onimar Synn in un'avventura con la Justice Society su Thanagar, Curtis Holt espresse per la prima volta la sua credenza nelle anime e come si sentiva non confortato dalla nozione della reincarnazione, dopo essere stato testimone del ritorno del suo compagno di squadra Hawkman. Holt affermò, «quando mia moglie, Paula, rimase uccisa in un incidente d'auto... era andata. Non sentivo il suo spirito accanto a me. Non sentivo nulla».
Dopo un'esperienza vicina alla morte dove vide sua moglie e il suo bambino mai nato (che decise di chiamare Terry, in onore del suo predecessore), le credenze di Holt furono scosse e fu d'accordo nel frequentare la messa con il suo compagno di squadra Dottor Mid-Nite.
Tuttavia, i suoi tentativi di trovare una religione non erano apparentemente soddisfacenti in quanto Holt fu presto invischiato in una discussione teologica con Ragman durante Crisi infinita (Ragman è ebreo, mentre Mister Terrific si definisce ateo). Quando Ragman gli chiese se aveva fede in qualcosa, Holt rispose "Certo che sì. Ho fede nella mia squadra".

## Altre versioni
Una versione alternativa di Michael Holt comparve sulla Terra 2. Questa versione è un professore d'università, che ebbe un'esperienza religiosa quando sua moglie e suo figlio furono quasi uccisi, e divenne un devoto cristiano. Aiutò Power Girl di Nuova Terra a ritornare a casa.

## Altri media
- Nella puntata Giustizia assoluta della serie televisiva Smallville, lamentandosi di una giornata andata storta e facendo la lista delle faccende sbrigate, Lois Lane accenna al fatto che stava per andare «a intervistare il bureau della tecnologia, il Premio Nobel Michael Holt». In questa puntata non viene nominato solo Holt, ma è protagonista tutta la squadra della Justice Society of America, che dopo essersi sciolta, lasciò alcuni membri vittime dei poteri di Icicle II, che voleva vendicarsi della sconfitta subita da suo padre per mano della squadra di supereroi.
- Il personaggio è apparso nel film d'animazione del DC Animated Universe Justice League vs. the Fatal Five.
- Michael Holt / Mister Terrific è apparso nel primo film del DC Universe (DCU) Superman (2025), interpretato da Edi Gathegi.[2]